# ایگناسیو مارینو
ایگناسیو مارینو (انگلیسی: Ignazio Marino؛ زادهٔ ۱۰ مارس ۱۹۵۵) یک سیاست‌مدار و جراح اهل ایتالیا است.
او از ۱۲ ژوئن ۲۰۱۳ تا ۳۱ اکتبر ۲۰۱۵ شهردار رم بود.